# Kirche Hl. Nikolaus (Šilopaj)

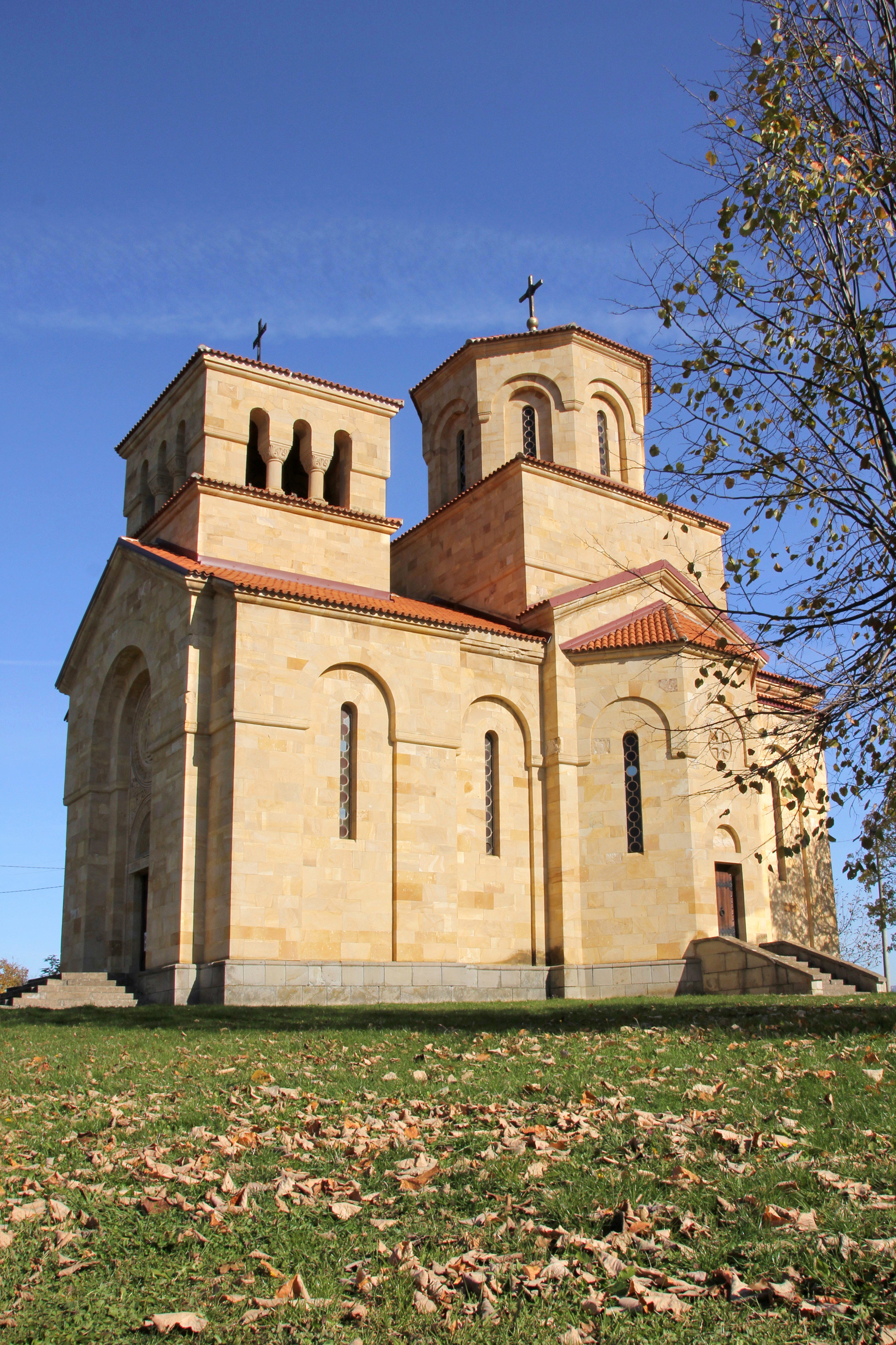
Die Kirche Hl. Nikolaus in Šilopaj

Die Kirche Hl. Nikolaus (serbisch: Црква Светог оца Николаја (Светог Николе), Crkva Svetog oca Nikolaja (Svetog Nikole)), im Dorf Šilopaj in der Opština Gornji Milanovac ist eine serbisch-orthodoxe Kirche in Serbien. 
Das in der Zwischenkriegszeit von 1936 bis 1939 erbaute Kirchengebäude ist die Pfarrkirche der Pfarrei Šilopaj im Dekanat Takovo der Eparchie Žiča der Serbisch-orthodoxen Kirche. Die Kirche ist einem der größten und bekanntesten Heiligen, dem Hl. Vater Nikolaus von Myra geweiht.

## Lage
Die Kirche steht im Dorfzentrum von Šilopaj. Im umzäunten Kirchhof steht neben der Kirche auch das Pfarrhaus und unweit von ihr steht die Grundschule des Dorfes.

## Geschichte
Die in den 1930er Jahren erbaut Kirche gilt als eine der schönsten Kirchen der ganzen Eparchie Žiča. Ktitoren der Kirche waren der Belgrader Kaufmann Ljuba Saračević und seine Ehefrau Mara. Herr Saračević stammte aus dem Dorf Šilopaj und stiftete seinem Geburtsort das Gotteshaus. Die Kirche wurde dem Hl. Nikolaus, der Slava der Familie Saračević geweiht.  
Das Kirchengebäude wurde in drei Jahren von 1936 bis 1939 nach einem Entwurf des bekannten Architekten Dragutin Maslać erbaut. Der Kirchenbau kostete um die 2,5 Millionen damalige jugoslawische Dinare. 
Am 21. September 1939 wurde die fertiggestellte Kirche von den drei Bischöfen: Nikolaj (Velimirović) der Eparchie Žiča, Irinej (Đorđević) der Eparchie Dalmatien und Venijamin (Taušanović) der Eparchie Braničevo, mit der Assistenz von 13 Priestern feierlich eingeweiht. Zur feierlichen Einweihung waren Tausende von Menschen aus der ganzen Šumadija erschienen. 
Im Juli 2019 feierte die Kirche ihr 80-jähriges Jubiläum, zu diesem Anlass hielt der Bischof der Eparchie Žiča Justin (Stefanović) die Heilige Liturgie in der Kirche ab. Ebenfalls 2019 wurde das Pfarrhaus renoviert. Derzeitiger Pfarrpriester ist Erzpriester Tomislav Đokić

## Architektur
Die Kreuzkuppelkirche ist in der Form eines Trikonchos konzipiert und im traditionellen Serbisch-byzantinischen Baustil oder auch Nationalen Stil genannt erbaut.
Der Grundriss der Kirche ist ein griechisches Kreuz mit einer halbrunden Altar-Apsis im Osten und einer zentralen Rundkuppel, die sich über dem Tambour in der Mitte des Kirchenschiffs erhebt. Zu der Nord- und Südseite befinden sich in der Kirchenschiffmitte jeweils eine Seitenkonche. An der Westseite befindet sich der Narthex mitsamt kleinem Glockenturm über dem Haupteingang.
Neben dem Haupteingang im Westen besitzt die Kirche einen Nebeneingang an der Südfassade. Die Kirche wurde aus gelbem Sandstein erbaut. Der Sandstein stammt aus dem Steinbruch des Dorfes Sinoševići, das ebenfalls zur Opština Gornji Milanovac gehört. 
Aus demselben Material ist an der Westseite über der Patronatsikone über dem Haupteingang eine sehenswerte reich verzierte Rosettendekoration hergestellt worden. 
Sie besitzt typisch für orthodoxe Kirchen eine (hölzerne) Ikonostase mitsamt Ikonen. Das Kircheninnere ist mit Fresken bemalt.

## Galerie

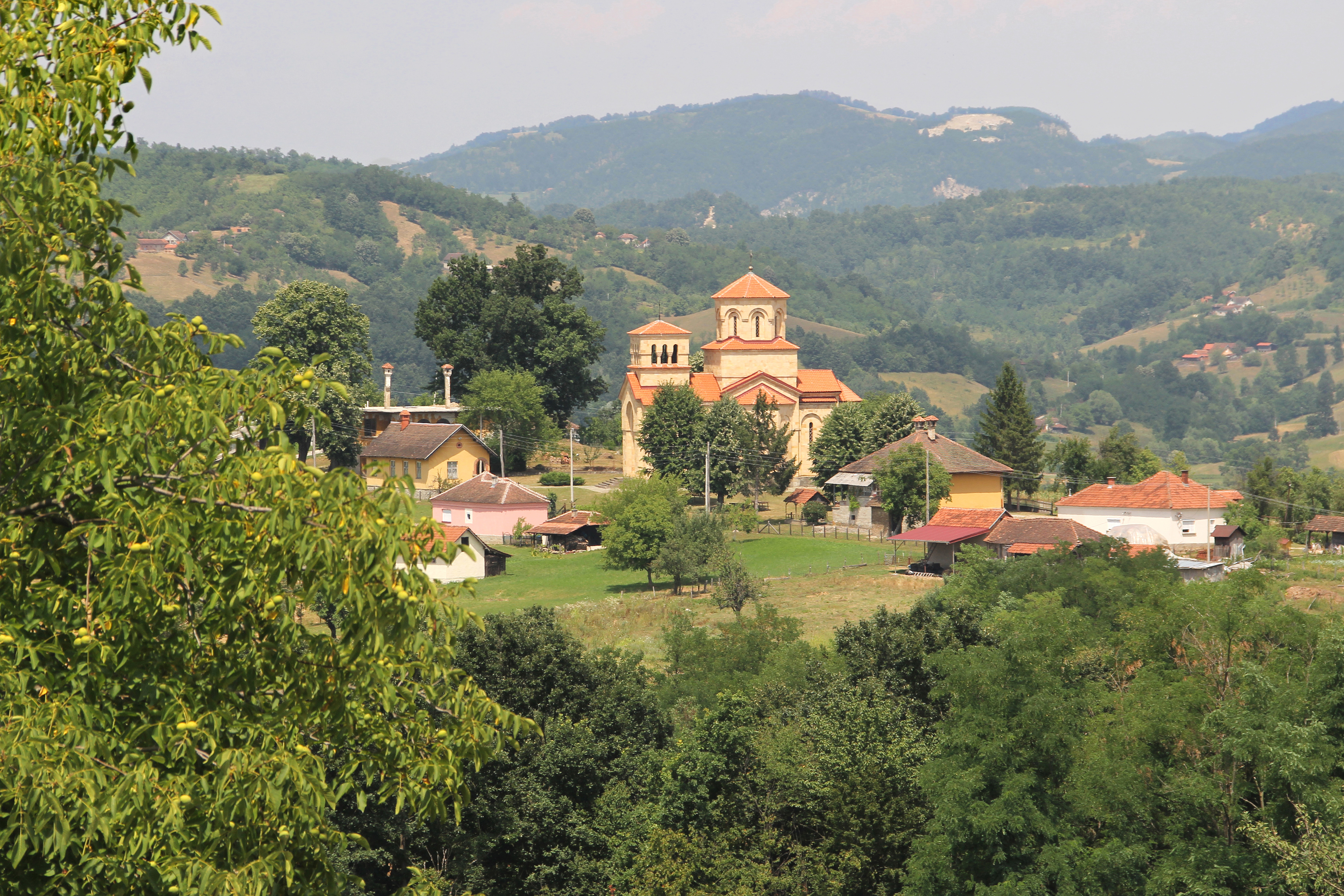
Die Kirche mit Umgebung
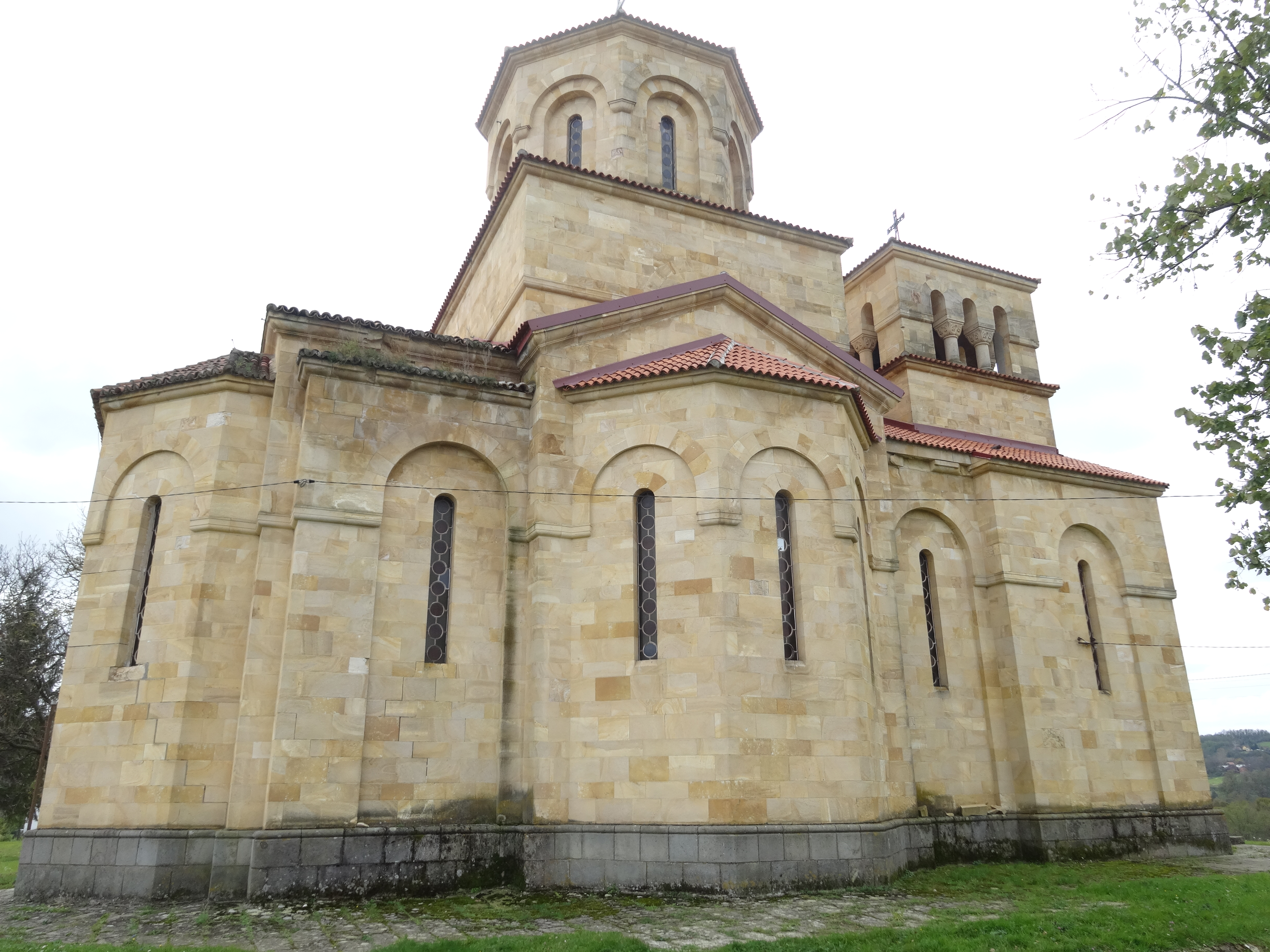
Die Nordseite der Kirche
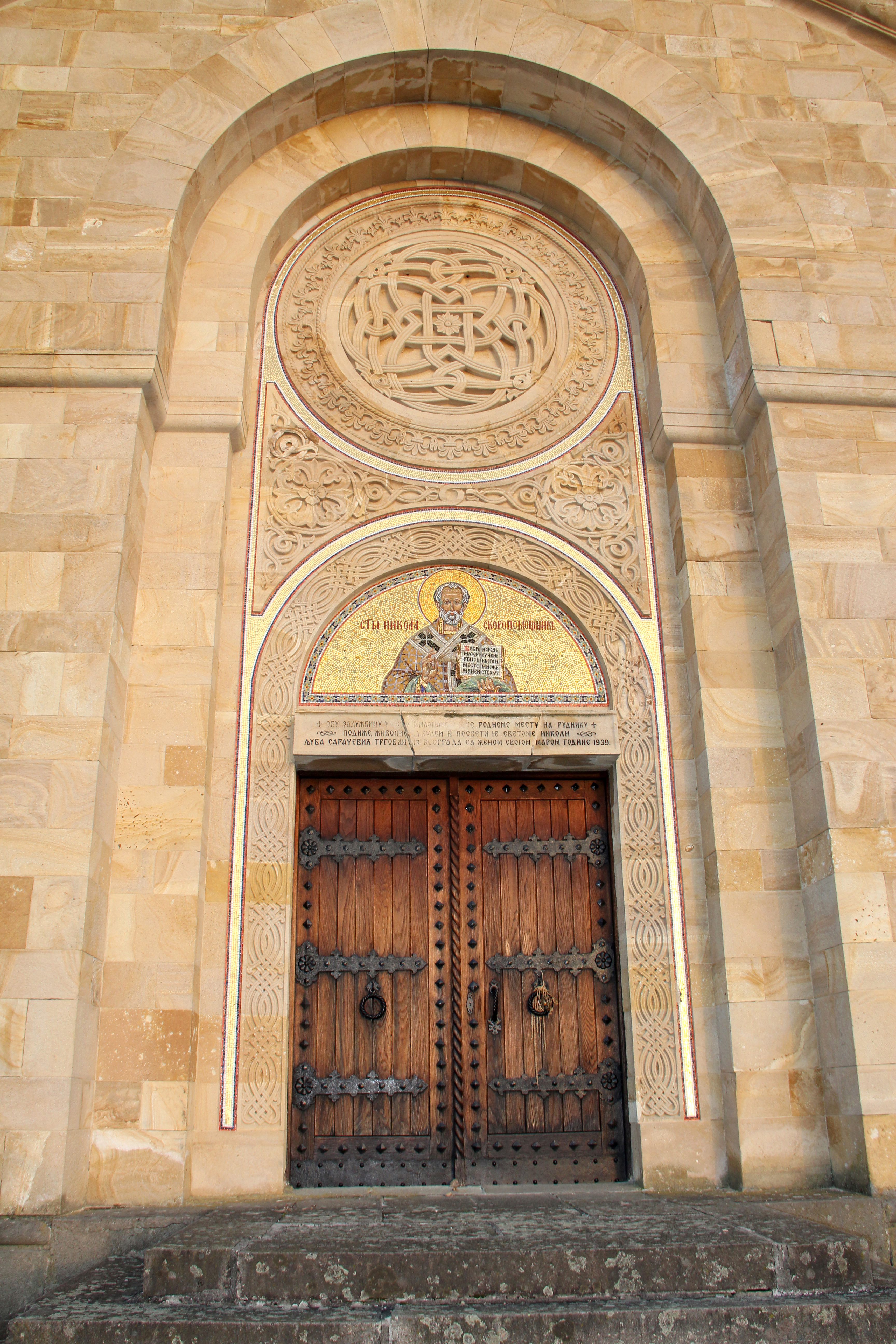
Der Haupteingang mit der sehenswerten Rosettendekoration
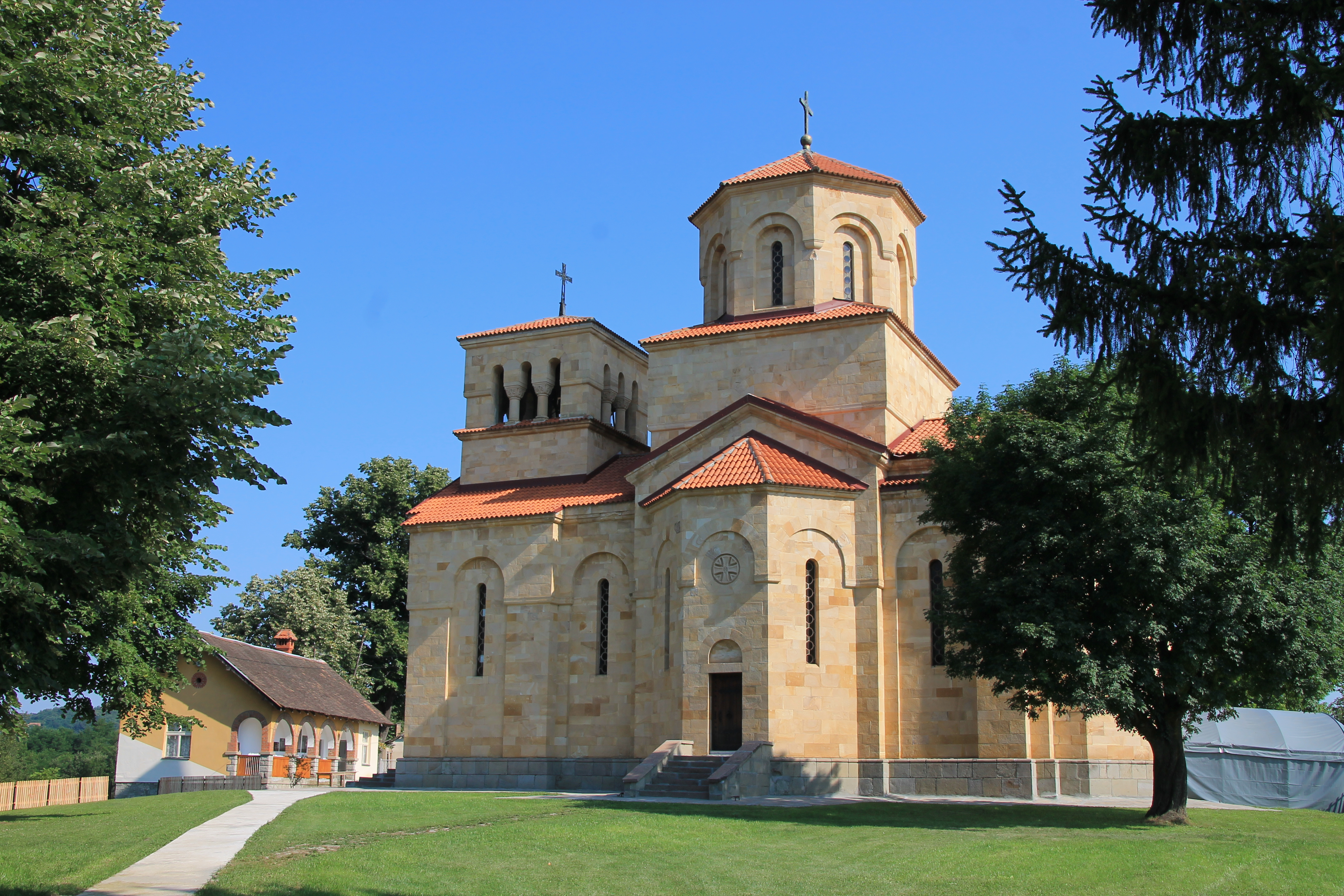
Die Südfassade mitsamt Nebeneingang
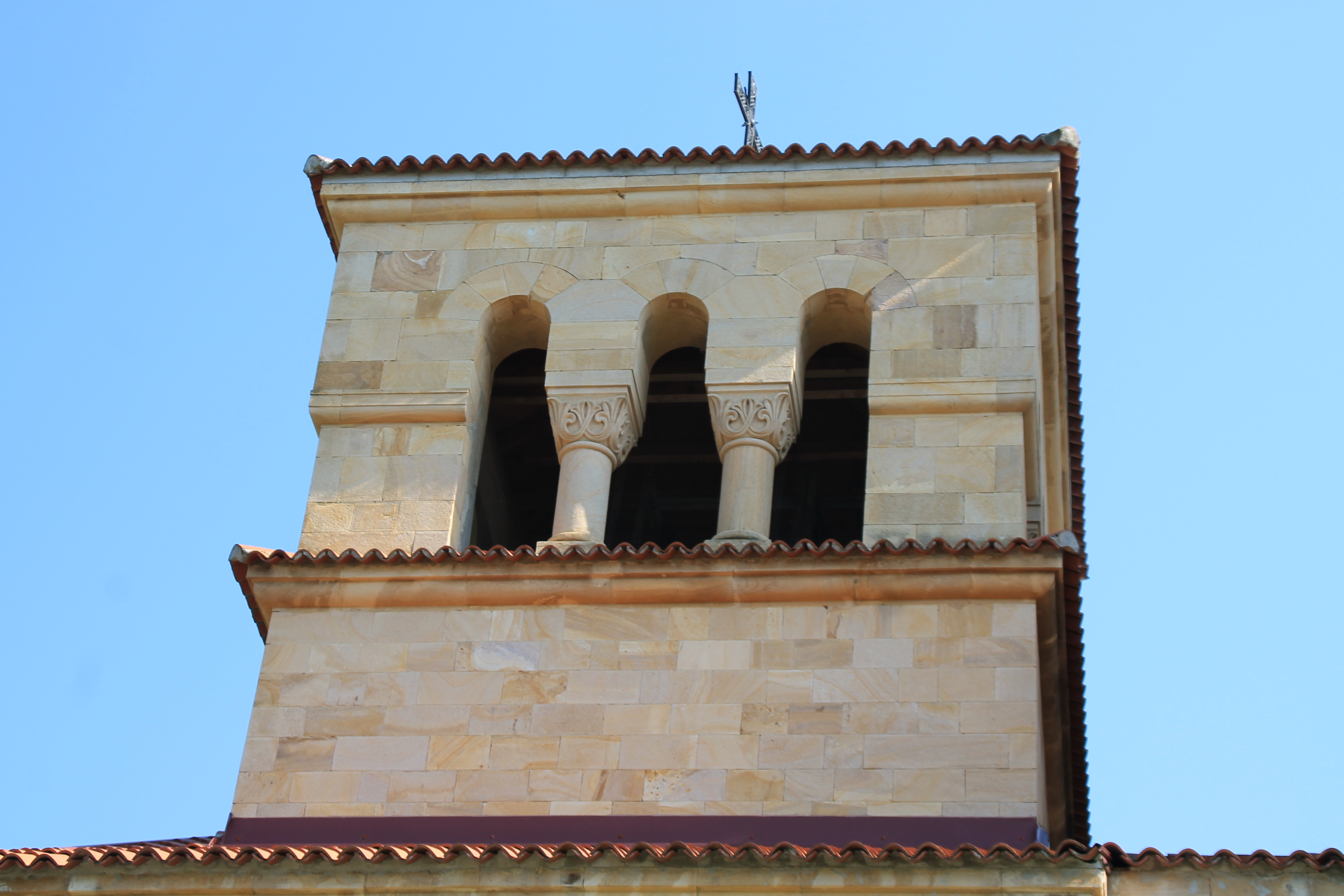
Detail des Glockenturms
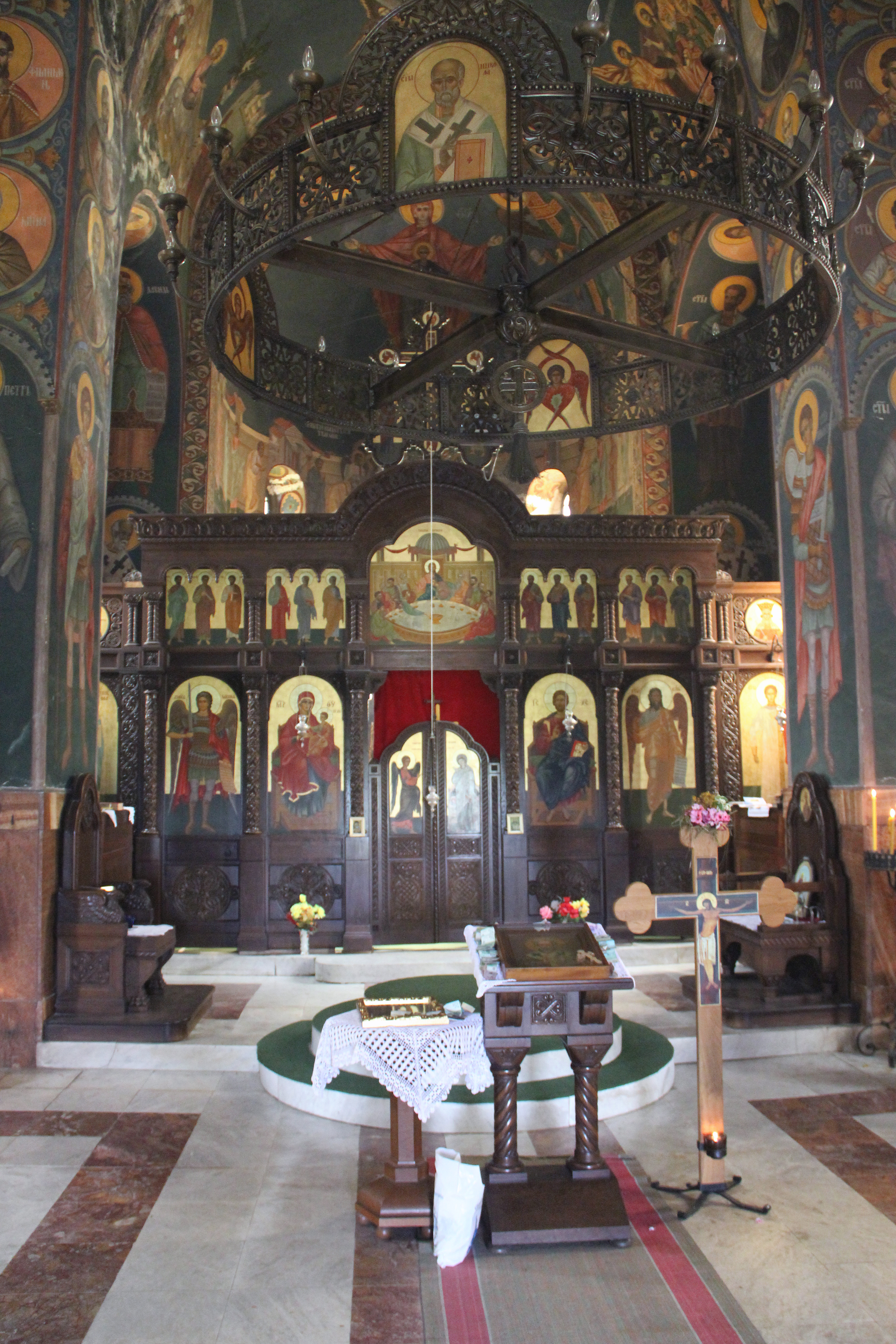
Das Kircheninnere mit der Ikonostase
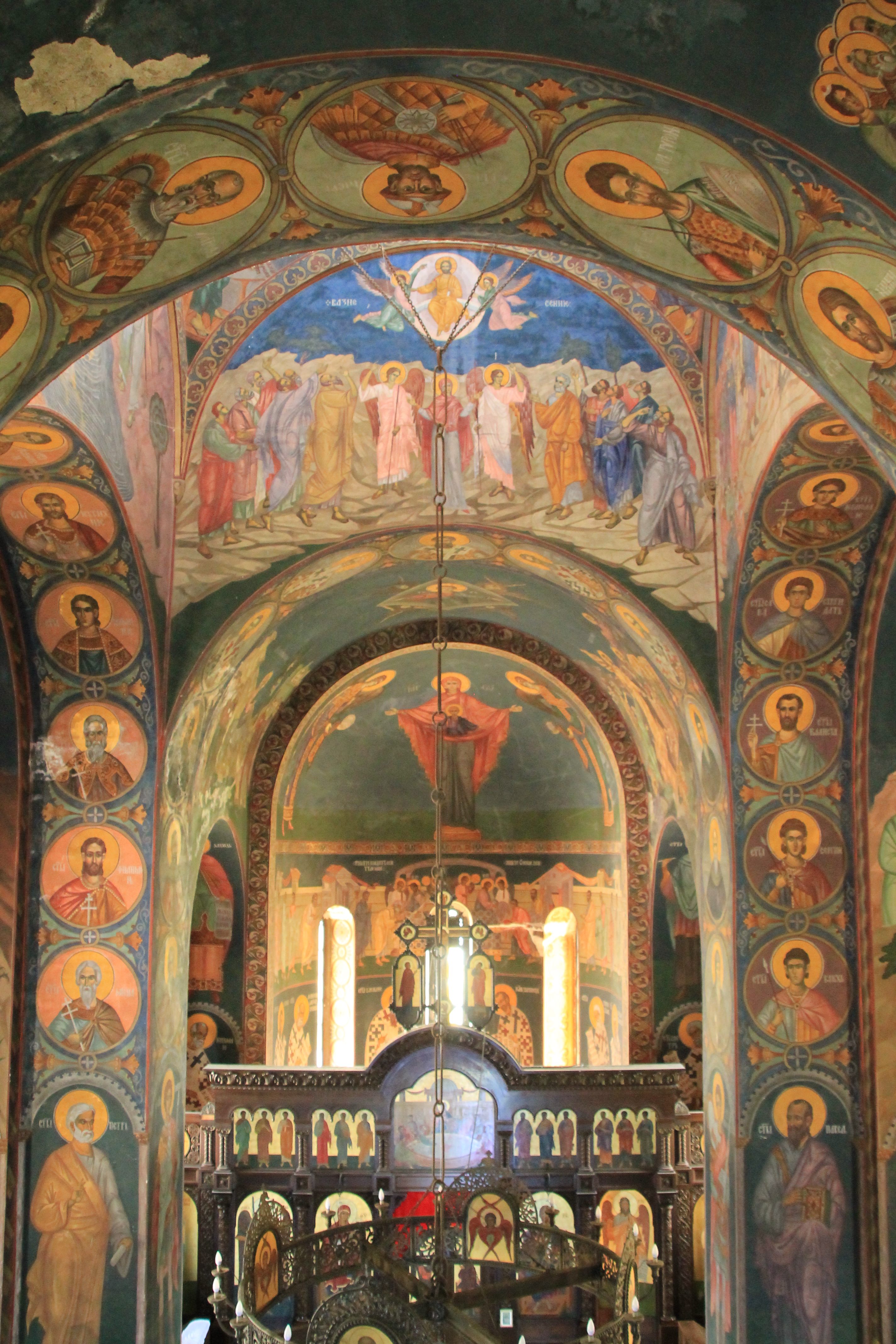
Fresken in der Kirche
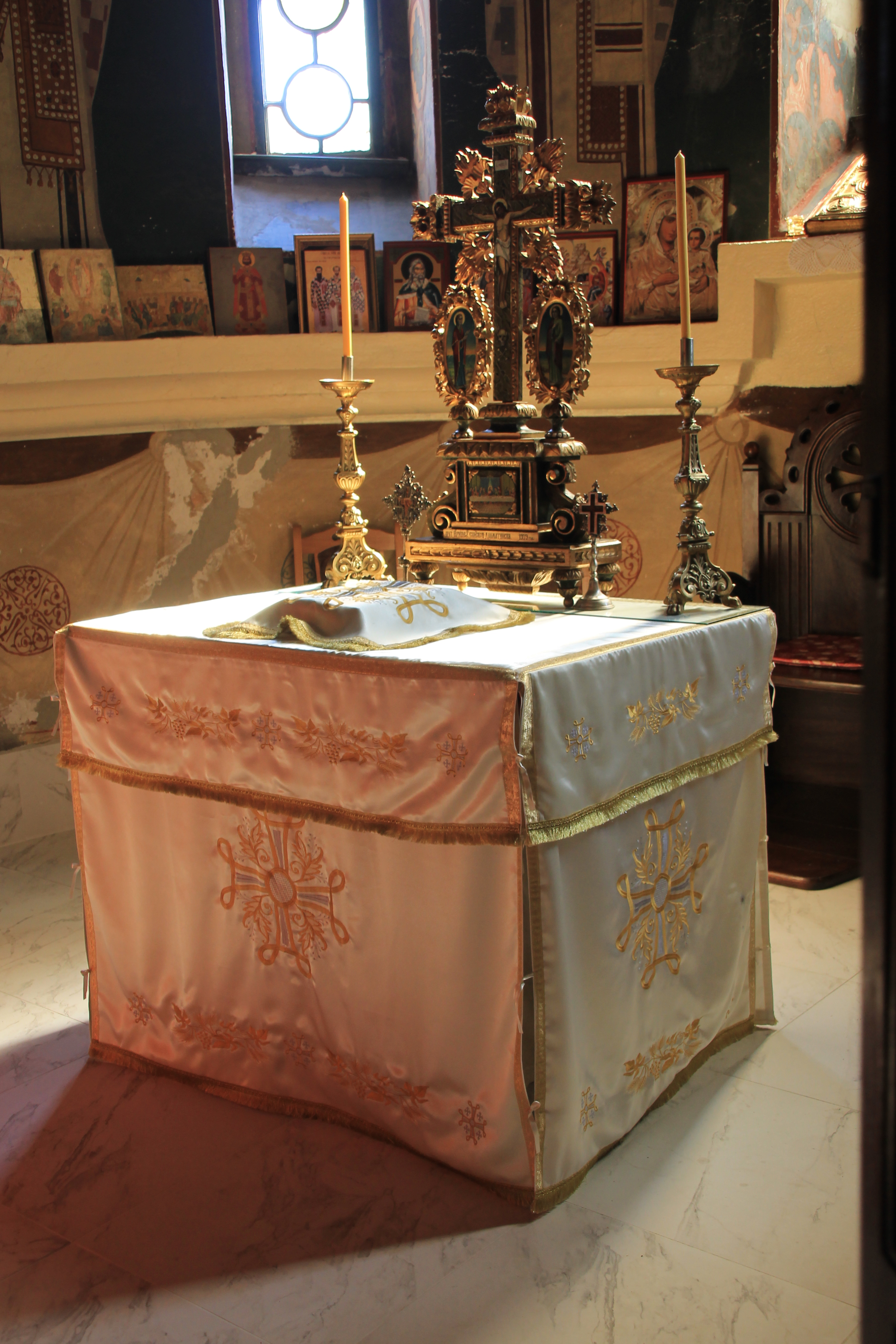
Der Altar

## Belege
- Artikel über das Kirchenjubiläum auf der Seite der Serbisch-orthodoxen Kirche, (serbisch)
- Artikel über die Pfarrei auf der Seite der Eparchie Žiča, (serbisch)
- Artikel über die Kirche auf der Seite der Tourismusorganisation der Gemeinde Gornji Milanovac, (serbisch)
- Artikel über die Einweihung der Kirche in der Zeitung Vreme, (serbisch)